# Bogna Domańska
Bogna Domańska z domu Górska, ps. "Bronisława", "Wolska", "Bogna" (ur. 11 sierpnia 1903 w Warszawie, zm. 1991) – podporucznik Armii Krajowej.
Córka Jadwigi z Hertzów i Kazimierza Górskiego, siostrzenica pisarza Benedykta Hertza.
W 1920 ukończyła warszawskie gimnazjum. Podczas wojny polsko-bolszewickiej działała w służbie pomocniczej, a w czasie kampanii wrześniowej 1939 w służbie przyfrontowej Białego Krzyża. Podczas okupacji niemieckiej służyła w Małym Sabotażu "Wawer" i była łączniczką i kolporterką prasy KOP; pracowała również jako sekretarka komórki więziennej i referacie żydowskim Departamentu Spraw Wewnętrznych Delegatury Rządu na Kraj.
W powstaniu warszawskim dowodziła drużyną łączności 6. kompanii "Wawerskiej" batalionu "Kiliński". Po powstaniu znalazła się w stalagu Zeithain i oflagu IX C Molsford. Następnie pracowała w szkolnictwie polskim we Włoszech i Wielkiej Brytanii. Była również działaczką społeczną SPP.
19 marca 1986 została odznaczona przez Prezydenta RP na uchodźstwie Krzyżem Oficerskiem Orderu Odrodzenia Polski.